# Heerenhof (Oosterland)
Het Heerenhof of Huis te Oosterland was een buitenplaats in het Nederlandse dorp Oosterland, provincie Zeeland. De 17e-eeuwse buitenplaats werd gebruikt door de ambachtsheren van Oosterland. In 1945 is het huis door oorlogshandelingen verwoest.

## Geschiedenis
Na de middeleeuwse ontginningen die tot de stichting van Oosterland hadden geleid, ontstond er ten zuidoosten van het dorp een moerassig gebied rondom de Mairevliet. Dit gebied werd Den Aanwas genoemd en was in bezit van de ambachtsheren van Oosterland.

### De Jonge
Midden 17e eeuw bouwde de familie De Jonge - destijds de ambachtsheren van de heerlijkheid Oosterland - aan de noordzijde van Den Aanwas een landhuis. Dit huis zou later bekend worden onder de naam Heerenhof.
Het landhuis vererfde in 1673 van Job de Jonge (1594-1673) naar diens zoon Marinus en vervolgens naar Cornelis de Jonge (1645-1694). Een afbeelding uit eind 17e eeuw laat een groot huis zien te midden van een parkachtige aanleg. Cornelis liet het huis na aan zijn dochter Henrietta Jacoba de Jonge (1675-1703).

### Loncque
In 1701 kocht Charles Loncque van Henriette Jacoba de Jonge de heerlijkheid Oosterland, inclusief het Heerenhof. Hij gebruikte dit 'speelhuijs' als zomerverblijf voor hem en zijn gezin, terwijl Den Aanwas als jachtgebied diende. Rondom het huis lagen tuinen met visvijvers, een moestuin en een boomgaard. Na Charles' overlijden in 1715 kwam de heerlijkheid in vruchtgebruik bij zijn weduwe Quirina Cecilia Verheije (1667-1731). In 1731 werd hun dochter Susanna Maria Loncque de ambachtsvrouwe van Oosterland en eigenaresse van het Heerenhof.
In de jaren 1742-1745 liet Susanna Maria het Heerenhof verbouwen en verfraaien. Het huis werd verlaagd en er kwam een aanbouw van 50 vierkante meter groot, voorzien van een luxe plafond. Overal werden nieuwe ramen en kozijnen geplaatst. Het gebouw telde twaalf vertrekken die werden gevuld met zowel nieuwe meubels als met haar oude meubilair en kostbaarheden uit haar stadswoning te Zierikzee. Na afloop van de verbouwingen gebruikte Susanna Maria het Heerenhof als haar vaste woning waar ze het grootste deel van het jaar verbleef.
In 1745 liet ze tekenaar Cornelis Pronk een vijftal tekeningen maken van de heerlijkheden Oosterland en Sirjansland, waaronder een tekening van het Heerenhof. De tekeningen zouden in 1754 worden afgedrukt in Het Verheerlykt Nederland of Kabinet van Hedendaagsche Gezigten.
Na de dood van Susanna Maria in 1752 ging het Heerenhof naar haar nichtje Jacoba Magdalena Ockersse (1731-1772), die in 1754 trouwde met Johan Steengracht (1727-1785). Op deze manier kwam het Heerenhof in eigendom van de familie Steengracht, die het als jachthuis gebruikte.

### Schimmelpenninck van der Oye
In 1855 huwde Cornelia Maria Steengracht met Willem Assueer Jacob baron Schimmelpenninck van der Oye. Hierdoor kwamen de heerlijkheid Oosterland en het Heerenhof in de familie Schimmelpenninck van der Oye terecht. De familie gebruikte het omliggende gebied om te jagen.
In 1927 werd baron F.A.L.C. Schimmelpenninck van der Oye (1905-2001) de nieuwe ambachtsheer van Oosterland. Hij werd op het Heerenhof ingehuldigd door de inwoners van het dorp. De baron stond bekend als een natuurliefhebber, met een voorliefde voor vogels.
In januari 1945 werd Oosterland vanuit Sint Philipsland beschoten door geallieerde troepen. Hierbij werd het Heerenhof verwoest. Door de inundaties een jaar eerder waren het omliggende gebied en de natuur al door het zoute water aangetast. De stormvloedramp van 1953 wiste de fundamenten van het Heerenhof verder uit. Baron Schimmelpenninck van der Oye maakte van Den Aanwas een natuurgebied dat ongemoeid werd gelaten en zichzelf kon herstellen en ontwikkelen. Het Heerenhof werd niet meer herbouwd.

## Resten van het Heerenhof
Van het Heerenhof is de toegangspoort bewaard gebleven. De voormalige huisplaats is herkenbaar als een omgracht eiland.
In kasteel Duivenvoorde te Voorschoten bevinden zich sinds eind 19e eeuw twee 18-eeuwse buffetnissen uit het Heerenhof: deze waren in opdracht van Susanna Maria Loncque gemaakt door de Middelburger Hendrik van Diest.

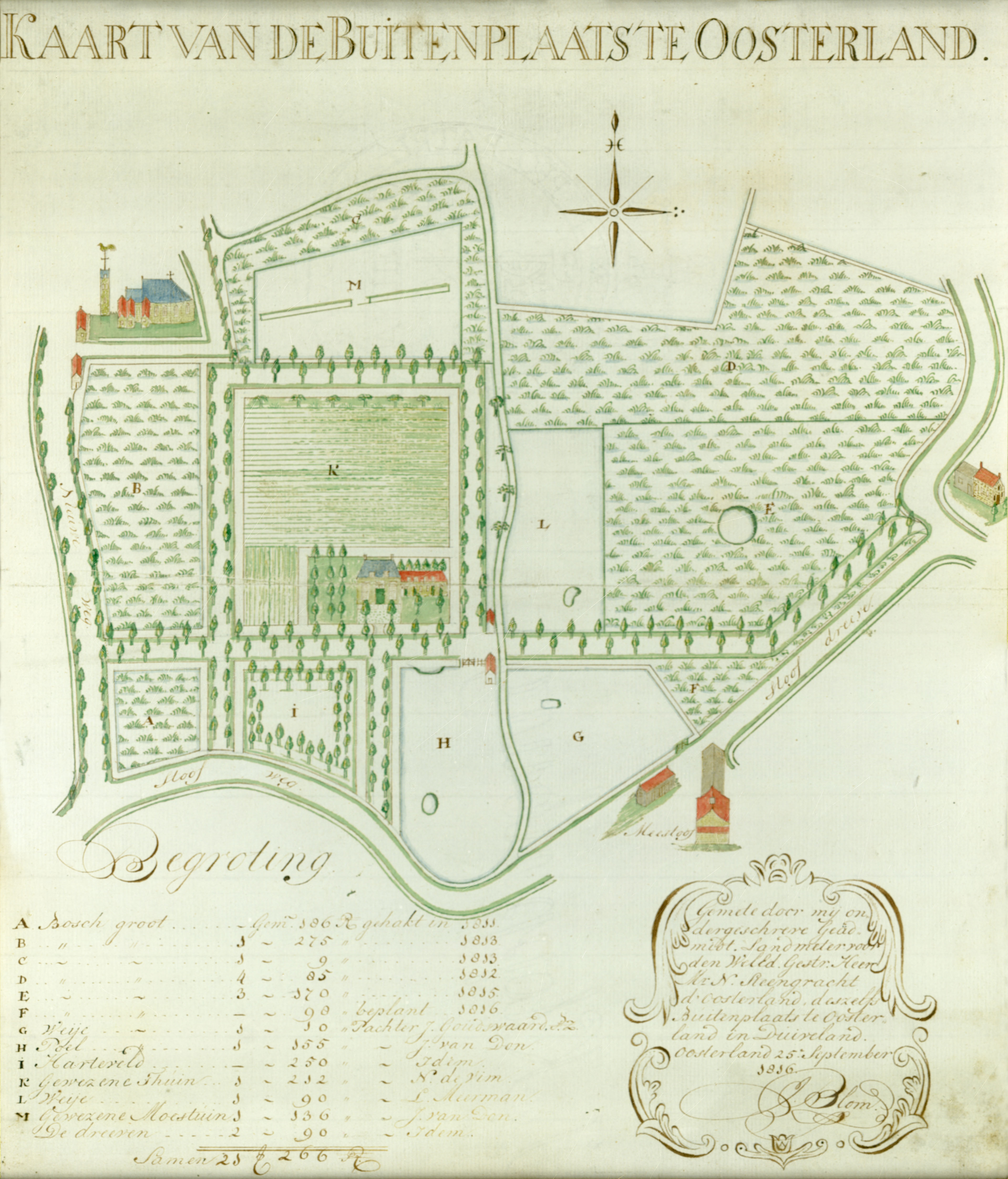
De buitenplaats in 1816
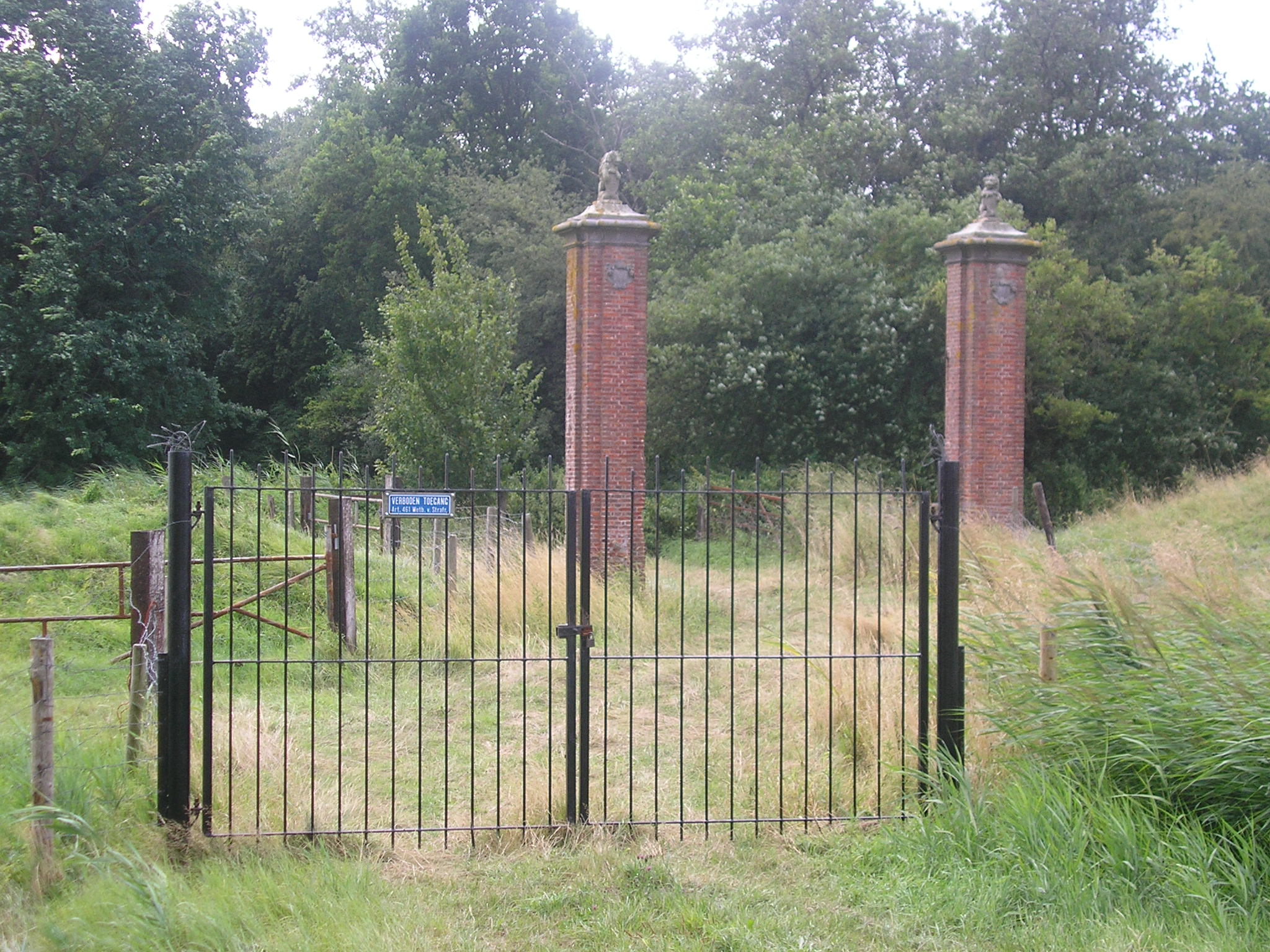
De voormalige toegangspoort
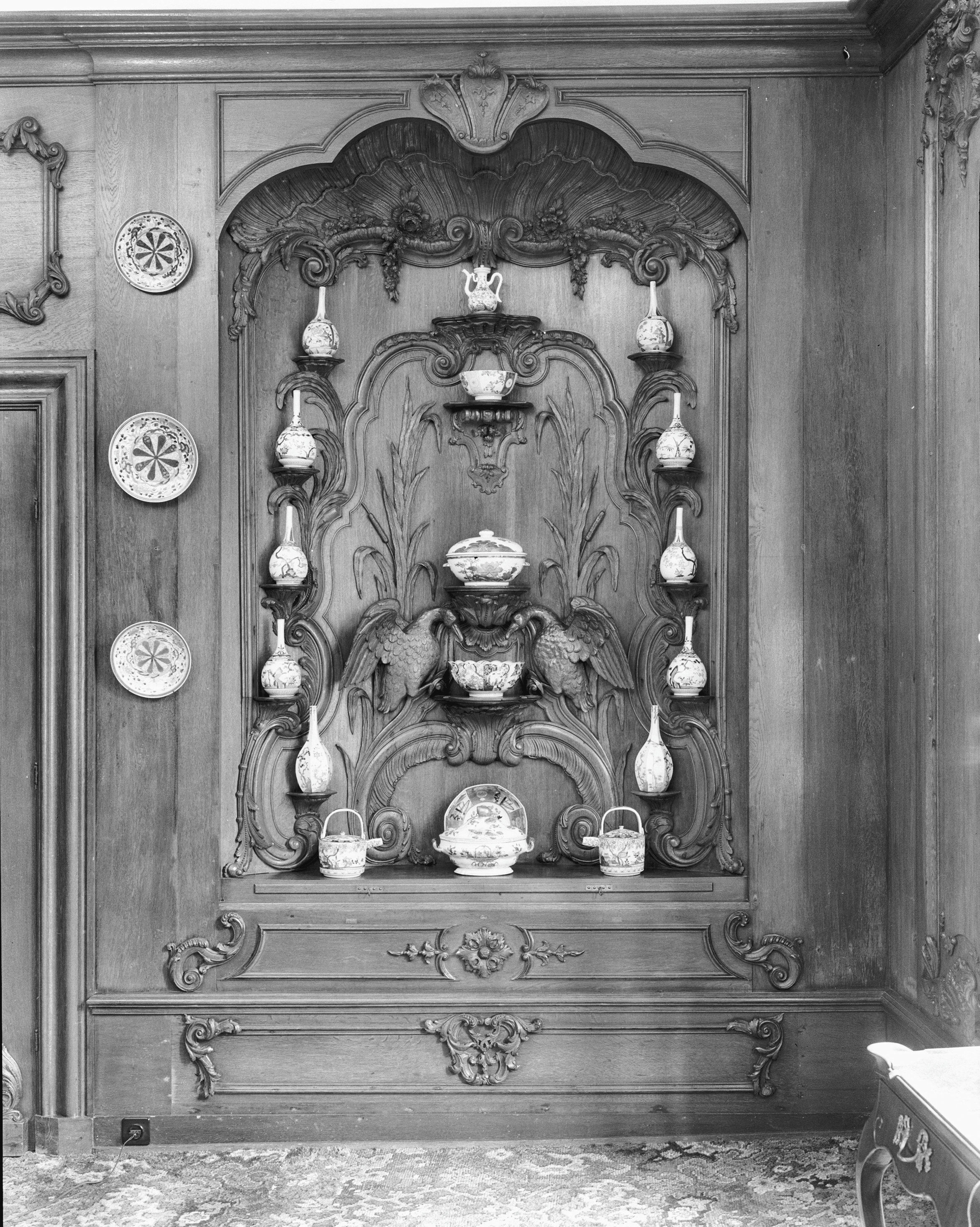
Buffetnis in Duivenvoorde, oorspronkelijk afkomstig uit het Heerenhof